# Burgreste Schwandorf
Burgreste Schwandorf, auch Turm oder Altes Schloss Madach genannt, bezeichnet eine abgegangene Höhenburg bei 675 m ü. NHN auf einem steilen Kalkfelsen am südlichen Rand des Ortsteils Oberschwandorf der Gemeinde Neuhausen ob Eck im baden-württembergischen Landkreis Tuttlingen in Deutschland. 
Die ehemalige Felsenburg wurde vermutlich im 13. Jahrhundert auf einer Burgfläche von 280 Quadratmetern erbaut, war um 1600 Ruine und gilt ab 1791 als zerstört. 1588 hatte die Burg den Namen Altes Schloss Madach.
Als Besitzer der Burg werden von 1260 bis Anfang des 15. Jahrhunderts die Truchsessen von Schwandorf und 1460 Sygmund von Stein genannt. 
Von der ehemaligen Burganlage ist nichts mehr erhalten.